# Distrikt Vilque Chico
Der Distrikt Vilque Chico liegt in der Provinz Huancané in der Region Puno in Südost-Peru. Der Distrikt besitzt eine Fläche von 508 km². Beim Zensus 2017 wurden 7796 Einwohner gezählt. Im Jahr 1993 betrug die Einwohnerzahl 12.245, im Jahr 2007 9527. Sitz der Distriktverwaltung ist die 3825 m hoch gelegene Ortschaft Vilque Chico (oder Vilquechico) mit 469 Einwohnern (Stand 2017). Vilque Chico befindet sich knapp 8 km ostsüdöstlich der Provinzhauptstadt Huancané.

## Geographische Lage
Der Distrikt Vilque Chico befindet sich im Andenhochland im zentralen Osten der Provinz Huancané. Im Süden reicht der Distrikt bis an das Nordwestufer des Titicacasees. Der Río Tuyto (im Oberlauf auch Río Quellocarca und Río Osoca) durchquert den Distrikt und mündet nahe Huatasani in den Río Huancané.
Der Distrikt Vilque Chico grenzt im Westen an den Distrikt Huancané, im Norden an die Distrikte Inchupalla und Cojata, im Südosten an den Distrikt Rosaspata sowie im äußersten Süden an den Distrikt Moho (Provinz Moho).

## Ortschaften
Neben dem Hauptort gibt es folgende größere Ortschaften im Distrikt:
- Calahuyo
- Huijipata
- La Libertad
- Parahuaycho
- Putira Jutipata
- Quejone (217 Einwohner)
- San Juan de Quishuarani
- San Pedro de Jaramasa
- Sicta Rinconada
- Solitario (252 Einwohner)
- Sombreruni Jancocollo